# 上台峠

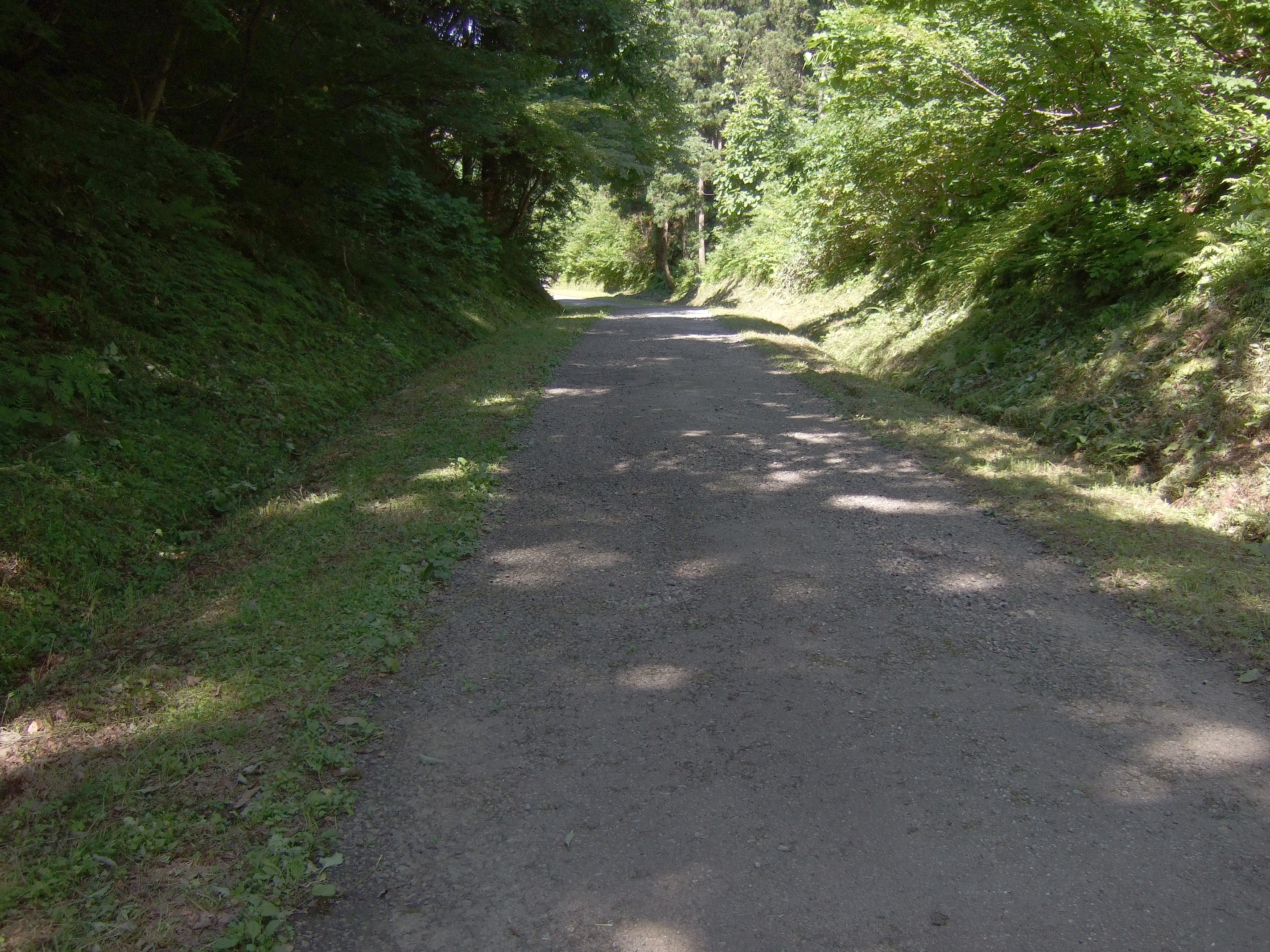
上台峠

上台峠（うわだいとうげ）は、山形県新庄市赤坂と同県最上郡金山町上台とを結ぶ峠である。標高195m。

## 概要
3つの小丘陵が連続する道であるため「三坂峠」とも呼ばれる。狭義での上台峠は最も金山寄りの丘陵上だが、市町境界は中央の丘陵上にある。
羽州街道の一部であり、江戸時代には出羽各藩の参勤交代路として使われた。1878年（明治11年）に東北・北海道を旅したイザベラ・バードは、新庄から上台峠を越えて辿り着いた金山の風景を絶賛している。
1880年（明治13年）、初代山形県令三島通庸により県内に多数あった交通の難所と共に上台峠も改良が行われ、幅4間（約7.2m）の新道が造られた。これによって人々の往来や物資の輸送が活発化した。翌1881年（明治14年）には明治天皇が東北行幸時に通過しており、上台地区の旧近岡家に記念碑が残されている。
奥羽本線が開通すると交通の主役は鉄道となり、一時道路交通は衰退した。戦後に造られた国道13号は、本来の上台峠より西側を迂回しているが、こちらも「上台峠」と呼ばれることがある。
現在旧道は、未舗装の農道となっている。車両でも通行は可能だが、道幅が狭く四輪車のすれ違いは困難である。